# عاصم عبد الماجد
عاصم عبد الماجد محمد ماضي (مواليد 1958) عضو مجلس شورى الجماعة الإسلامية في مصر والمتحدث باسمها.

## مسيرته
عاش في مدينة المنيا مسقط رأسه حيث تلقى تعليمه في مدارسها إلى أن تخرج في كلية الهندسة. وفي داخل السجن درس التجارة حيث حصل على درجة البكالوريوس فيها من جامعة أسيوط، ونال درجة الماجستير في إدارة الأعمال ، وله ولدان عبد الماجد وعمر.
يدعي البعض في وسائل الإعلام أن الرئيس السابق محمد مرسي هو من أفرج عن «عاصم عبد الماجد» ، لكن الحقيقة أن عاصم عبد الماجد كان مفرجًا عنه قبل تولي مرسي الرئاسة. وشارك في إنشاء حزب الجماعة الإسلامية البناء والتنمية .[بتاريخ نوفمبر 2011: عاصم عبد الماجد الأزهر مرجعية يرضى بها الإسلاميون لتوضيح مفهوم الشريعة]

### اغتيال السادات
كان المتهم رقم 9 في قضية اغتيال الرئيس الراحل أنور السادات عام 1981 ، وصدر ضده في مارس 1982 حكما بالسجن 15 عاما أشغال شاقة ، واتهم في قضية تنظيم الجهاد وبمحاولة قلب نظام الحكم بالقوة وتغيير الدستور ومهاجمة قوات الأمن في أسيوط في 8/10/1981 حيث كان على رأس القوة المقتحمة لمديرية الأمن التي احتلت المديرية لأربع ساعات، وأسفرت المواجهات في هذه الحادثة الشهيرة عن مصرع 118 شخص، وأصيب أثناء عملية الاقتحام أصيب بثلاثة أعيرة نارية في ركبته اليسرى والساق اليمنى فعجز عن الحركة مما أدى إلى نقله إلى المستشفى حيث تم القبض عليه ونقله إلى القاهرة، وصدر ضده حكم بالأشغال الشاقة المؤبدة في 30/9/1984 .
شارك مع مجموعة منها عمر عبد الرحمن، عبود الزمر، طارق الزمر، خالد الإسلامبولي وغيرهم في تأسيس الجماعة الإسلامية في مصر التي انتشرت بشكل خاص في محافظات الصعيد وبالتحديد أسيوط والمنيا وسوهاج. وشارك عاصم مجلس شورى الجماعة في كل قراراته، ومنها أعمال العنف من قبل عام 1981 حتى نهاية العنف والصراع بمبادرة وقف العنف الصادرة في عام 1997.
ويقيم عبد الماجد الآن في دولة قطر بعد مظاهرات 30 يونيو 2013 وعزل محمد مرسي.